# Isabelle Halvarsson
Isabelle Halvarsson, född 1948, är en svensk författare av barn- och ungdomslitteratur.
Halvarsson debuterade 2001 med boken Vrakgods, en spännande berättelse från en sydsvensk fiskeby under sent 1700-tal. Boken fick en uppföljare, Blodsband, 2003. Hon har också skrivit barnboksserier om kattungen Fräs (2004–2007) och om hunden Puzzel (2010–2016).